# Antero de Quental
Antero Tarquínio de Quental (Ponta Delgada, 18 de abril de 1842 – Ponta Delgada, 11 de setembro de 1891) foi um escritor e poeta português do século XIX que teve um papel importante no movimento da Geração de 70.

## Biografia
Nascido na Ilha de São Miguel (Açores, filho do combatente liberal Fernando de Quental Solar do Ramalho — do qual mandou tirar a pedra de armas da família —, 10 de maio de 1814 – Ponta Delgada, Matriz, 7 de março de 1873) e de sua mulher Ana Guilhermina da Maia (Setúbal, 16 de julho de 1811 – Lisboa, 28 de novembro de 1876). O casal teve sete filhos, sendo Antero o quarto, numa família onde proliferavam as mortes prematuras e a loucura.
Durante a sua vida, Antero de Quental dedicou-se à poesia, à filosofia e à política. Deu início aos seus estudos na cidade natal, mudando-se para Coimbra aos 16 anos, ali estudando Direito e manifestando as primeiras ideias socialistas. Fundou em Coimbra a Sociedade do Raio, que pretendia renovar o país pela literatura.
Em 1861, publicou os seus primeiros sonetos. Quatro anos depois, publicou as Odes Modernas, influenciadas pelo socialismo experimental de Proudhon, enaltecendo a revolução. Nesse mesmo ano iniciou a Questão Coimbrã, em que Antero e outros poetas foram atacados por António Feliciano de Castilho, por instigarem a revolução intelectual. Como resposta, Antero publicou os opúsculos Bom Senso e Bom Gosto, carta ao Exmo. Sr. António Feliciano de Castilho, e A Dignidade das Letras e as Literaturas Oficiais.
Ainda em 1866 mudou-se para Lisboa, onde experimentou a vida de operário, trabalhando como tipógrafo, profissão que exerceu também em Paris, entre janeiro e fevereiro de 1867.
Em 1868 regressou a Lisboa, onde formou o Cenáculo, de que fizeram parte, entre outros, Eça de Queirós, Abílio Guerra Junqueiro e Ramalho Ortigão.
Foi um dos fundadores do Partido Socialista Português.

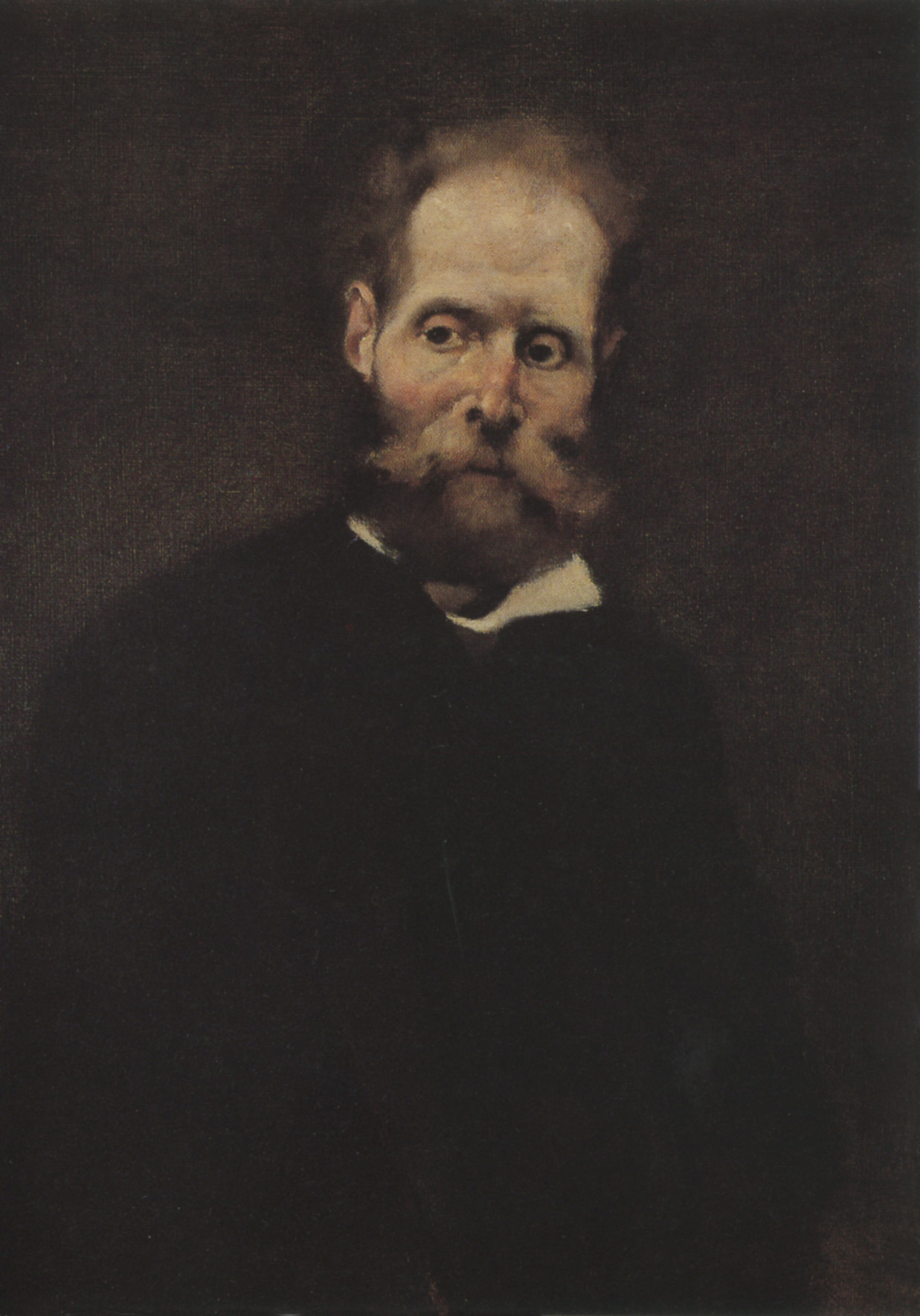
Retrato de Antero

De 1869 data a sua viagem à América, com partida do Porto, a bordo do patacho Carolina, do seu amigo algarvio Joaquim de Almeida Negrão. Sabe-se que visitou primeiro Halifax, no Canadá, e depois Nova Iorque, onde permaneceu cerca de um mês. Desta viagem, que terá sido atribulada, não ficou nenhum testemunho da autoria de Antero, mas apenas os relatos feitos anos depois por Joaquim Negrão, que alguns hoje consideram parcialmente desmemoriado ou fantasista.
Em 1870, fundou em Lisboa o jornal A República - Jornal da Democracia Portuguesa, com Oliveira Martins.
Em 1871, encontramo-lo a reunir-se em Lisboa com delegados da Associação Internacional dos Trabalhadores (AIT) para apresentar as ideias anarquistas. Os primeiros contactos com os emissários espanhóis da Internacional são feitos através de José Fontana, Antero de Quental e Jaime Batalha Reis. Este último escreve nas suas memórias os encontros políticos que permitiram a entrada de Portugal na Primeira Internacional. José Fontana, desconfiado que a polícia estava a observar os seus movimentos, acabou por propor que as futuras reuniões fossem realizadas na privacidade de um barco no rio Tejo.

Nessa altura, em maio do mesmo ano, igualmente participa numa conferência Iberista e aí apresenta um polémico discurso em que tenta explicar as razões do atraso português, e do espanhol, desde o século XVII.
Nos finais de 1871 vai elaborar o panfleto O que é a Internacional? que é alvo de uma tradução para o castelhano pela Comissão de Propaganda do Conselho Local da Federação Madrilena e publicada em 1872 em Espanha.
Antero de Quental, juntamente com José Fontana, em 1872, passou a editar o jornal socialista O Pensamento Social.
Colaborou igualmente em diversas outras publicações periódicas, nomeadamente: A Esperança (1865–1866), Renascença (1878–1879?), O Pantheon (1880–1881). A título póstumo, encontramos textos de Antero de Quental, publicados em, Branco e Negro (1896–1898), Contemporânea (1915–1926), A imprensa (1885–1891), O Thalassa (1913–1915), no periódico O Azeitonense (1919–1920).
Em 1873 herdou uma quantia considerável de dinheiro, o que lhe permitiu viver dos rendimentos dessa fortuna. Em 1874, com tuberculose, descansou por um ano, mas em 1875, fez a reedição das Odes Modernas.

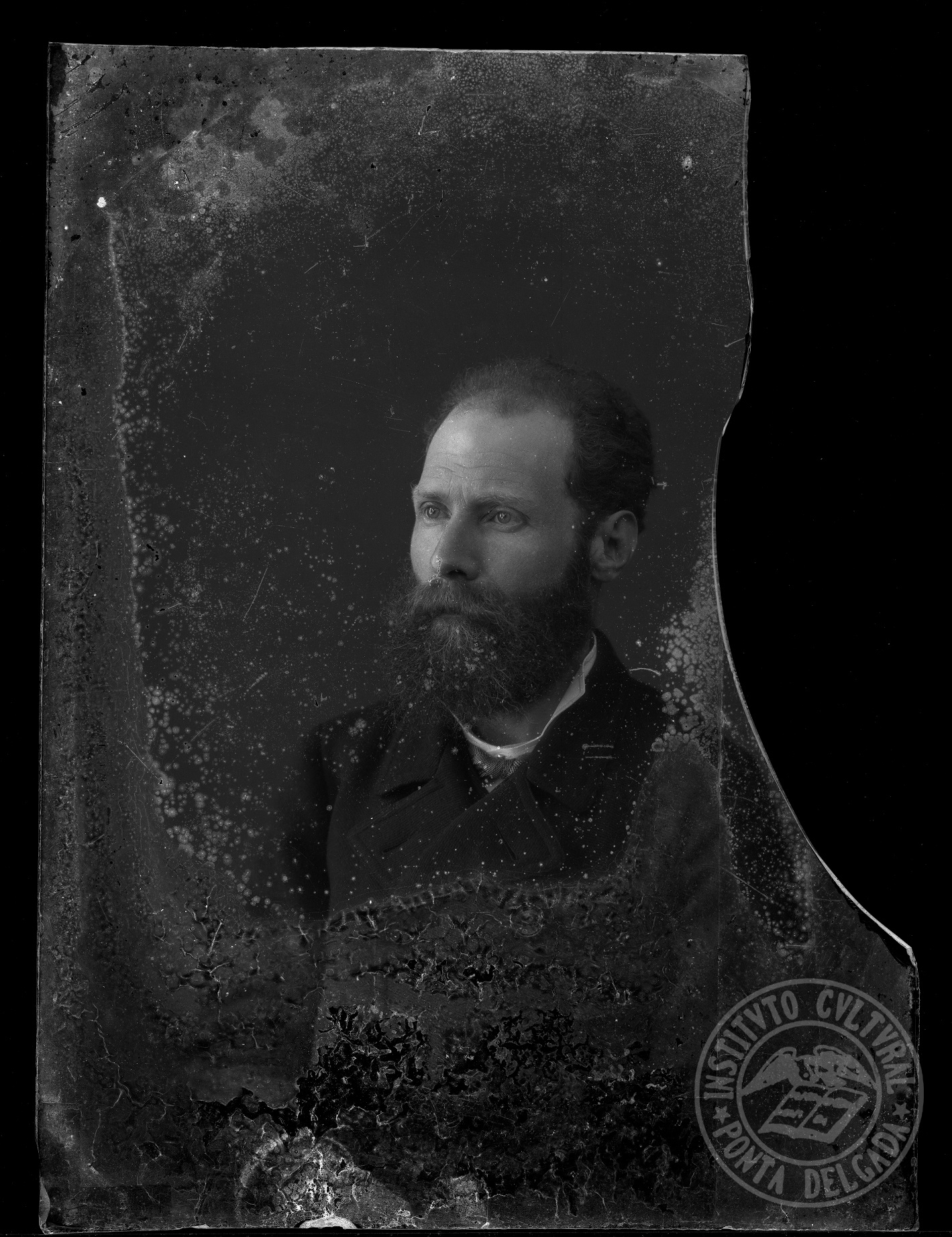
Fotografia de Antero Quental

Em 1879 mudou-se para o Porto, e em 1886 publicou aquela que é considerada pelos críticos como a sua melhor obra poética, Sonetos Completos, com características autobiográficas e simbolistas.
Em 1880, adoptou as duas filhas do seu amigo, Germano Meireles, que falecera em 1877. Em setembro de 1881 foi, por razões de saúde e a conselho do seu médico, viver em Vila do Conde, onde residiu até maio de 1891, com pequenos intervalos nos Açores e em Lisboa. O período em Vila do Conde foi considerado pelo poeta o melhor da sua vida: "Aqui as praias são amplas e belas, e por elas me passeio ou me estendo ao sol com a voluptuosidade que só conhecem os poetas e os lagartos adoradores da luz".
Em 1886 foram publicados os Sonetos Completos, coligidos e prefaciados por Oliveira Martins. Entre março e outubro de 1887, permaneceu nos Açores, voltando depois a Vila do Conde. Devido a essa sua estadia, foi fundado nesta cidade, em 1995, o "Centro de Estudos Anterianos"

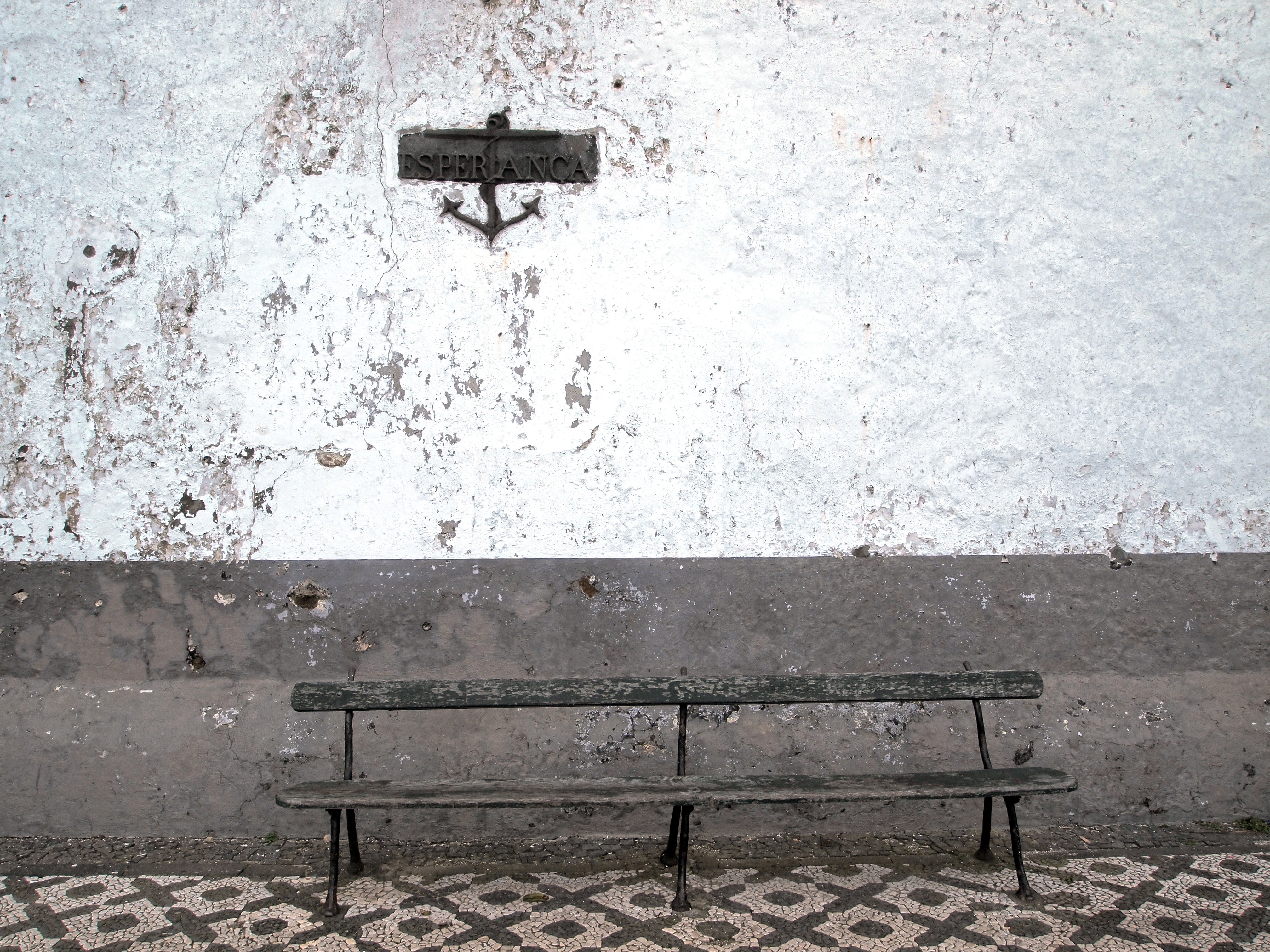
Local do suicídio de Antero de Quental junto ao Convento de Nossa Senhora da Esperança em Ponta Delgada, na ilha de S. Miguel, nos Açores.

Em 1890, devido à reacção nacional contra o ultimato inglês, de 11 de janeiro, aceitou presidir à Liga Patriótica do Norte, mas a existência da Liga foi efémera. Quando regressou a Lisboa, em maio de 1891, instalou-se em casa da irmã, Ana de Quental. Portador de distúrbio bipolar, nesse momento o seu estado de depressão era permanente. Após um mês, em junho de 1891, regressou a Ponta Delgada, cometendo suicídio no dia 11 de setembro de 1891, com dois tiros, num banco de jardim junto ao Convento de Nossa Senhora da Esperança, onde está na parede a palavra "Esperança", no Campo de São Francisco, cerca das 20h00.
Os seus restos mortais encontram-se sepultados no Cemitério de São Joaquim, em Ponta Delgada.
Foi impressa uma nota de 5.000$00 Chapas 2 e 2A de Portugal com a sua imagem.

## Análise da obra
Properly speaking there has been no Portuguese literature before Antero de Quental;
before that there has been either a preparation for a future literature,
or foreign literature written in the Portuguese language.
Fernando Pessoa
A poesia de Antero de Quental apresenta três faces distintas:
- A das experiências juvenis, em que coexistem diversas tendências;
- A da poesia militante, empenhada em agir como “voz da revolução”;
- E a da poesia de tom metafísico, voltada para a expressão da angústia de quem busca um sentido para a existência.

A oscilação entre uma poesia de combate, dedicada ao elogio da acção e da capacidade humana, e uma poesia intimista, direcionada para a análise de uma individualidade angustiada, parece ter sido constante na obra madura de Antero, abandonando a posição que costumava enxergar uma sequência cronológica de três fases.
Antero atinge um maior grau de elaboração em seus sonetos, considerados por muitos críticos uns dos melhores da língua e comparados aos de Camões e aos de Bocage. Há, na verdade, alguns pontos de contato estilísticos e temáticos entre esses três poetas: os sonetos de Antero têm inegável sabor clássico, quer na adjetivação e na musicalidade equilibrada, ou na análise de questões universais que afligem o homem.

## Obras
- Sonetos de Antero, 1861
- Beatrice e Fiat Lux, 1863
- Odes Modernas, 1865 (na origem da polémica Questão Coimbrã). Reeditadas em 1875.
- Bom Senso e Bom Gosto, 1865 (opúsculos)
- A Dignidade das Letras e as Literaturas Oficiais, 1865 (na origem da polémica Questão Coimbrã)
- Defesa da Carta Encíclica de Sua Santidade Pio IX, 1865
- Portugal perante a Revolução de Espanha, 1868 (eBook)
- Causas da decadência dos povos peninsulares, 1871
- Primaveras Românticas, 1872
- Considerações sobre a Filosofia da História Literária Portuguesa, 1872 (eBook)
- A Poesia na Actualidade, 1881
- As Fadas, 1883 (incluído em Tesouro Poético da Infância)[15]
- Sonetos Completos, 1886 (eBook)
- A Filosofia da Natureza dos Naturistas, 1886 (eBook)
- Tendências Gerais da filosofia na Segunda Metade do Século XIX, 1890
- Raios de extinta luz, 1892 (eBook)
- O Infante D. Henrique (M. Gomes Editor, 1894).
- A Bíblia da Humanidade (eBook)
- Leituras Populares (eBook)
- Liga Patriótica do Norte (eBook)
- Prosas